# 1808
1808 (MDCCCVIII) fue un año bisiesto comenzado en viernes según el calendario gregoriano.

## Acontecimientos

### Enero
- 1 de enero: en Estados Unidos se prohíbe la importación de esclavos. La esclavitud se abolirá en 1865.
- 22 de enero: La familia real portuguesa desembarca en San Salvador de Bahía en Brasil, huyendo de la invasión napoleónica.[1]
- 26 de enero: La rebelión del Ron: En el vigésimo aniversario de la fundación de la colonia de New South Wales, oficiales descontentos del New South Wales Corps (el "Cuerpo del Ron") derrocan y encarcelan al gobernador William Bligh y toman control de la colonia.
- 28 de enero: Juan VI de Portugal decreta la apertura de los puertos de Brasil.[1]

### Febrero
- Febrero - Rusia lanza un ultimátum a Suecia, para unirse con Francia y Dinamarca y atacar Finlandia.
- 2 de febrero: Las tropas francesas ocupan los Estados Pontificios
- 9 de febrero: Entran por Cataluña las primeras tropas francesas
- 11 de febrero: La antracita es quemada por primera vez como combustible experimentalmente.
- 21 de febrero: Las tropas rusas cruzan la frontera de Finlandia sin una declaración de guerra - comienza la Guerra Finlandesa
- 24 de febrero: José Bonaparte instituye la Orden de las Dos Sicilias.
- 28 de febrero: Las tropas francesas entran en Barcelona.

### Marzo
- 1 de marzo: Napoleón Bonaparte crea la llamada "nobleza imperial", formada por generales del Ejército.
- 2 de marzo: Las tropas rusas ocupan Helsinki y rodean Sveaborg
- 11 de marzo: Las tropas rusas ocupan Tampere
- 19 de marzo: Motín de Aranjuez, en Madrid, que obligó a abdicar al rey Carlos IV de España en favor de su hijo Fernando VII de España.
- 22 de marzo: Las tropas rusas ocupan Turku
- 23 de marzo: El mariscal Murat, cuñado de Napoleón, llega a Madrid al mando de un poderoso ejército con el encargo de atraer a Bayona a la familia real, al tiempo que se niega a reconocer a Fernando VII como rey. Murat, que había sido nombrado lugarteniente de Napoleón en España el 20 de febrero, había iniciado ya la ocupación del reino: Pamplona, Barcelona, Figueras y San Sebastián.
- 26 de marzo: Carlos IV de España abdica en favor de su hijo, Fernando VII

### Abril
- 6 de abril: en Estados Unidos, John Jacob Astor crea la empresa American Fur Company (Compañía Estadounidense de Pieles), que años más tarde lo convertirá en el primer millonario de ese país.
- 16 de abril: en Pyhäjoki (Finlandia) soldados finlandeses liderados por el coronel Carl von Döbeln chocan con soldados rusos.
- 18 de abril: en Burgos (España), un numeroso grupo de artesanos se dirige a la casa del intendente corregidor para que este obligue a las tropas francesas a respetar a los españoles y abandonen sus abusos. Como los soldados franceses les cierran el paso, el pueblo se abalanza a las puertas para entrar a viva fuerza. Una descarga de fusilería deja en el suelo tres cadáveres.[2]
- 24 de abril: Los leoneses se levantan contra los franceses. Siendo este el segundo levantamiento contra Napoleón ocurrido en España. La noticia del levantamiento llegó a ser publicada en La Gaceta de Madrid. Murat, cuñado de Napoleón, hace quemar toda la tirada y obliga a imprimir otro número sin el parte de León. El texto se conserva, sin embargo, en el acta municipal del 24 de abril de 1808.

### Mayo
- 2 de mayo: Guerra de la Independencia Española: Levantamiento del 2 de mayo y Bando de los Alcaldes de Móstoles (Madrid), contra las tropas francesas de Napoleón.
- 3 de mayo: la fortaleza de Sveaborg es perdida por Suecia para Rusia, durante la Guerra Finlandesa.

El 3 de mayo en Madrid: Cuadro de Goya (1814) sobre las ejecuciones de 1808 en la montaña del Príncipe Pío, Madrid.

- 3 de mayo: en Madrid, los rebeldes que se levantaron el 2 de mayo son ejecutados cerca de la montaña del Príncipe Pío.
- 10 de mayo: en Bayona (Francia) Fernando VII renuncia a sus derechos a la Corona española.
- 17 de mayo: Napoleón Bonaparte decreta en Viena la anexión de los estados romanos al Imperio francés.
- 25 de mayo: La Junta General del Principado de Asturias se declara soberana y declara la guerra a Francia en el marco de la Guerra de la Independencia Española.

### Junio
- 6 de junio: Declaración de guerra de la Junta Suprema de Sevilla a Napoleón I.
- 6 de junio: el pueblo de Valdepeñas se alza en armas contra las tropas napoleónicas, destacando los guerrilleros Juana "La Galana" y Francisco "Chaleco".
- 12 de junio: Desembarco de tropas suecas en Ala-Lemu fracasa.
- 15 de junio: Inicia el Primer Sitio de Zaragoza.
- 19 de junio: El segundo desembarco de tropas suecas en Ala-Lemu fracasa.
- 20 de junio: Samson Raphael Hirsch, rabino alemán, fundador de la nueva ortodoxia.

### Julio
- 8 de julio: Napoleón Bonaparte cede los reinos de España e Indias a su hermano José mediante la Constitución de Bayona.
- 14 de julio: Tropas bajo el coronel Adlercreutz fuerzan al retiro ruso en Lapua.
- 19 de julio: Batalla de Bailén.

### Agosto
- 1 de agosto: Joaquín Murat es proclamado por Napoleón como Joaquín I, rey de Nápoles.
- 5 de agosto: Los miembros del Ayuntamiento de México, encabezados por Francisco Primo de Verdad y Melchor de Talamantes, proponen al virrey José de Iturrigaray el establecimiento de una junta soberana que gobierne Nueva España en ausencia del rey. Iturrigaray muestra simpatía hacia esta idea.
- 10 de agosto: Tropas bajo Carl von Döbeln derrotan al ataque ruso en Kauhajoki.
- 14 de agosto: Culmina el Primer Sitio de Zaragoza.
- 21 de agosto: Tropas británicas bajo el Duque de Wellington derrotan a los franceses bajo el general Junot en la Batalla de Vimeiro.
- 31 de agosto: El general Junot capitula ante los ingleses en Sintra.

### Septiembre
- 15 de septiembre: Golpe de Estado contra José de Iturrigaray, virrey de Nueva España.[3]
- 25 de septiembre: en Madrid se establece una Junta Suprema Central, para llenar el vacío de poder dejado por los Borbones, con el Conde de Floridablanca como su presidente.
- 29 de septiembre a 19 de octubre: en Finlandia se realiza una tregua entre las tropas suecas y finlandesas.

### Octubre
- 7 de octubre: en el Estado Táchira (Venezuela) se funda la villa de Queniquea.
- 12 de octubre: en Río de Janeiro se crea el Banco de Brasil.
- 24 de octubre: en Venezuela, empieza a circular el primer diario del país, la Gazeta de Caracas.

### Noviembre
- 5 de noviembre: El candidato demócrata-republicano James Madison derrota cómodamente al federalista Charles C. Pinckney.
- 7 de noviembre: Batalla de Palo Hincado, en la isla de Santo Domingo.
- 19 de noviembre: Nueva tregua concluye con la lucha en Finlandia.
- 20 de noviembre: Batalla de Gamonal.
- 23 de noviembre: El Mariscal francés Jean Lannes derrota al ejército español en la Batalla de Tudela.
- 30 de noviembre: Napoleón derrota la resistencia española en la Batalla de Somosierra.
- Tropas suecas evacuan Finlandia. El zar Alejandro I de Rusia proclama Finlandia como parte de Rusia.

### Diciembre
- 3 de diciembre: Napoleón recaptura la ciudad de Madrid para el Imperio francés.
- 9 de diciembre: A las 20:34 UTC Mercurio oculta a Saturno. No hay registro de observaciones.

### Sin fecha
- Comienza el asedio británico de Mauricio.
- Cambio de emperador del Imperio otomano de Mustafá IV (1807-1808) a Mahmut II (1808-1839).
- Se funda la Academia de Bellas Artes de Múnich.
- Inicio de las Guerras de Independencia Hispanoamericana.
- Erupción misteriosa de 1808
- Llegada de la corte portuguesa a Río de Janeiro.

## Eventos
- Las Guerras napoleónicas.
- La Guerra ruso-turca de 1806-1812.

## Artes y literatura
- Satan Watching the Endearments of Adam and Eve - William Blake.
- St. Justin - Sophia Bouverie
- Lord Hubert of Arundel - Sophia Bouverie
- Tankerville Family - Sarah Green
- The Cottagers of Glenburnie - Elizabeth Hamilton
- The Northern Gallery - Francis Lathom
- The Wild Irish Boy - Charles Robert Maturin
- The Old Irish Baronet - Henrietta Rouviere Mosse
- Marmion - Sir Walter Scott
- The Husband and Wife - Elizabeth Thomas
- Characters at Brighton - Anne Trelawney
- Offspring of Mortimer - Anne Trelawney
- Valley of Collares - R. P. M. Yorke
- The Star of Fashion - Mary Julia Young
- Charles Fourier - La teoría de los cuatro movimientos
- J. F. Fries - Neue oder anthropologische Kritik der Vernunft (Nueva crítica de la razón)
- Karl Wilhelm Friedrich von Schlegel - Über die Sprache und Weisheit der Indier

### Teatro
- Johann Wolfgang von Goethe - Fausto, Parte 1
- Heinrich von Kleist - The Broken Jug (traducción inglesa)
- Adam Gottlob Oehlenschläger - Hakon Jarl

## Música
- Harvard forma su propia orquesta sinfónica.
- 22 de diciembre: Beethoven dirige y toca en un largo concierto de beneficencia en el Theater an der Wien, Viena con solo obras suyas, entre ellas varios estrenos: las sinfonías Quinta y Sexta y el Concierto para piano n.º 4.
- Bernhard Henrik Crusell - Concierto para clarinete n.º 2
- Carl Maria von Weber - Momento capriccioso
- Música popular: (Believe Me, if All) Those Endearing Young Charms de Thomas Moore y Sir John Stevenson.

## Ciencia y tecnología
- Introducción de la oveja merina en Australia.

## Nacimientos

### Enero
- 6 de enero: Marie Josephine Mathilde Durocher, partera francobrasileña (f. 1893).

### Febrero
- 6 de febrero: James Esdaile, médico británico, padre de la anestesia hipnótica (f. 1859)

### Marzo
- 25 de marzo: José Espronceda, poeta español (f. 1842).

### Abril
- 13 de abril: Antonio Meucci, inventor italiano (f. 1889).
- 20 de abril: Napoleón III, primer mandatario francés entre 1848 y 1870 (f. 1873).

### Mayo
- 4 de mayo: Agustín Fernando Muñoz y Sánchez, militar español y segundo esposo de María Cristina de Borbón-Dos Sicilias, que fuera con anterioridad esposa de Fernando VII (f. 1873).
- 11 de mayo: Domingo Dulce y Garay, militar español (f. 1869).
- 18 de mayo: Venancio Flores, presidente uruguayo (n. 1868).

### Agosto
- 30 de agosto: María Luisa (o Ludovica) Guillermina, aristócrata bávara (f. 1892).

### Septiembre
- 6 de septiembre: Abd al-Qadir, líder político y militar argelino (f. 1883).
- 15 de septiembre: John Hutton Balfour, médico y botánico británico (f. 1884).

### Noviembre
- 2 de noviembre: Jules Barbey d'Aurevilly, escritor y periodista francés (f. 1889).

### Diciembre
- 9 de diciembre: Álvaro Dávila y Adorno, aristócrata español (f. 1858).
- 29 de diciembre: Andrew Johnson, político estadounidense y 17° presidente desde 1865 hasta 1869 (f. 1875).

## Fallecimientos

### Abril
- 10 de abril: Mariano Salvatierra, escultor español (n. 1752)

### Mayo
- 2 de mayo: Luis Daoíz, militar español, héroe de la Guerra de la Independencia española (n. 1767).
- 2 de mayo: Pedro Velarde, militar español, héroe de la Guerra de la Independencia española (n. 1779).

### Septiembre
- 11 de septiembre: José Celestino Mutis, botánico, astrónomo y matemático español (n. 1732).

### Diciembre
- 30 de diciembre: Conde de Floridablanca, político español (n. 1728)